# 卡達女子公開賽
卡達女子公開賽是女子歐洲巡迴賽的其中一場賽事，2016年首次舉辦。賽事於卡達杜哈高爾夫俱樂部舉行。

## 冠軍
| 年   | 冠軍          | 國家 | 成績      |
| ---- | ------------- | ---- | --------- |
| 2016 | 阿迪蒂·阿肖克 | 印度 | 273 (−15) |

## 外部連結
- 女子歐洲巡迴賽官網上的報導

25°23′02″N 51°30′25″E / 25.384°N 51.507°E